# Ölfusá

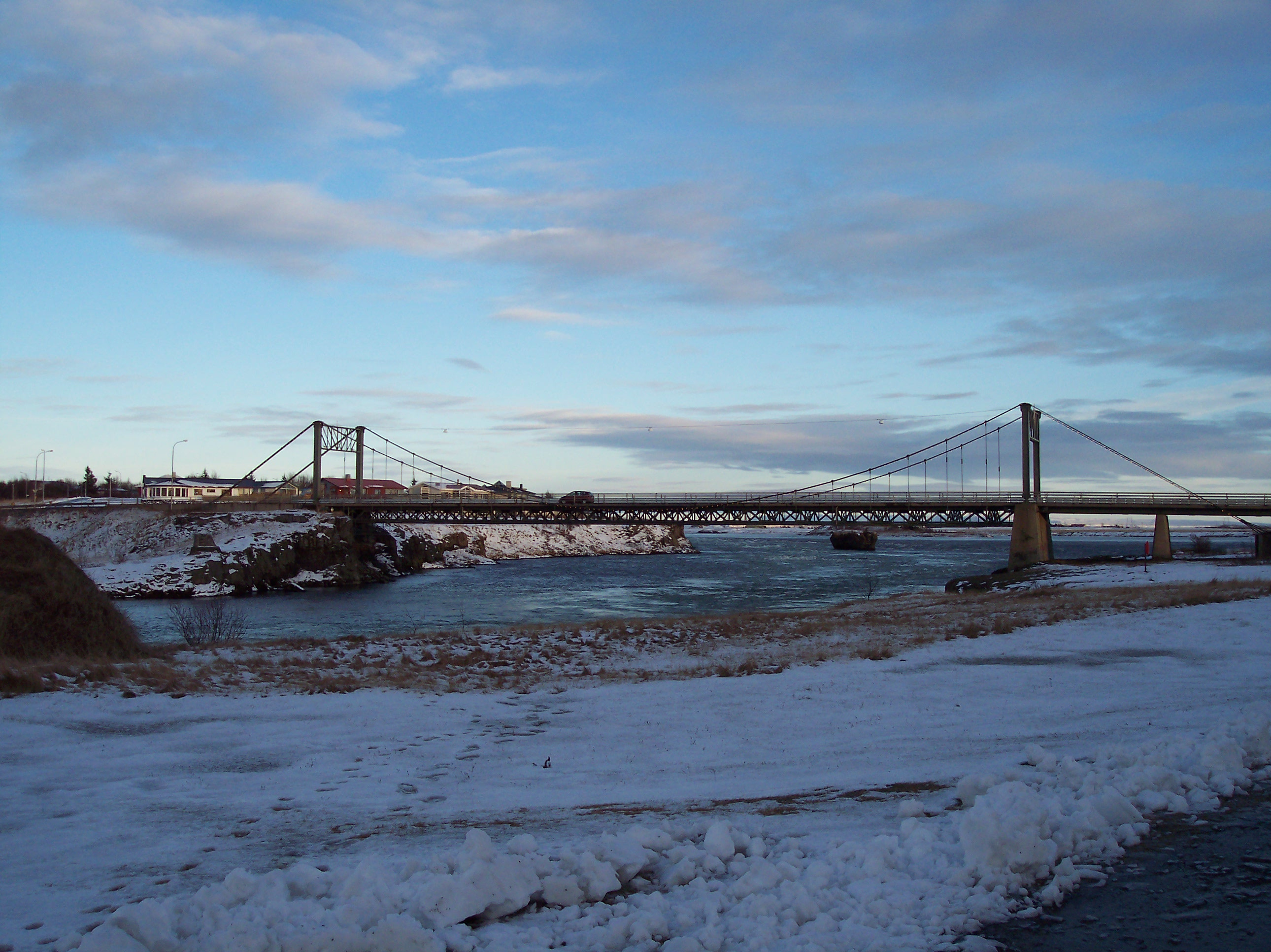
Brug over de Ölfusá.

De Ölfusá is een rivier in het zuidwesten van IJsland. Even ten noorden van Selfoss vloeien de Hvítá en Sog samen, om vervolgens als de Ölfusá verder te stromen en 25 kilometer verderop in de Atlantische Oceaan uit te monden. Het is IJslands waterrijkste rivier met een debiet van 423 m³/s. In de rivier wordt intensief op zalm gevist.